# Rainer Binder-Krieglstein

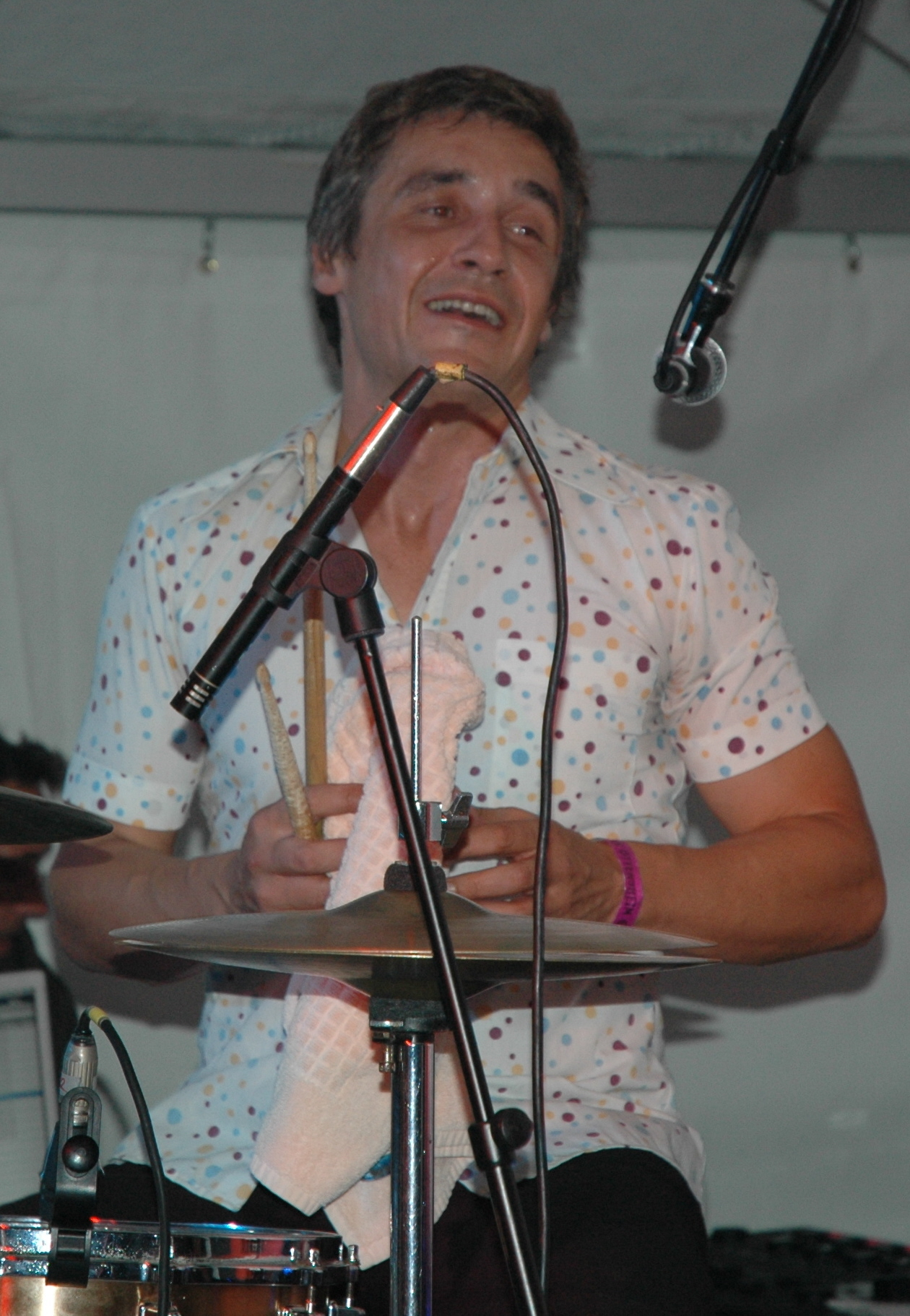
Rainer Binder-Krieglstein während eines Konzerts am Schlagzeug (2007)

Rainer Binder-Krieglstein (* 1966) ist ein österreichischer, aus Graz stammender Musiker, der unter dem Namen Binder & Krieglstein in Erscheinung tritt, was suggerieren soll, dass es sich um ein Duo handelt. Sein musikalisches Gesamtwerk ist beeinflusst von Jazz, Funk, Soul und Pop und stellt stilistisch zumeist eine Mischung von Dub, Elektronik und Folk dar, die in elektronischen Downtempo-Beats und -Rhythmen wiedergegeben werden.
Seine Alben beinhalten daher stets sehr unterschiedliche Musikstücke, die teilweise auch Gesang aufweisen, wozu mit verschiedenen Sängern zusammengearbeitet wird. Auch für die musikalische Gestaltung selbst, die zumeist am Computer erfolgt, wird gelegentlich mit anderen Produzenten und DJs zusammengearbeitet, die das musikalische Ergebnis eines Albums dementsprechend beeinflussen und bereichern. Bei Konzertauftritten spielte er am Schlagzeug anfangs mit der Sängerin Makki (Daniela Riedl), dem Violinisten Kurt Bauer und Michael Bergbaur an der Posaune und Tuba, neuerdings im Quartet mit Bergbaur und den beiden Sängerinnen Christiana Nwosu und Nora Winkler.

## Biografie
Bevor Rainer Binder-Krieglstein seine Solokarriere startete, war er Schlagzeuger bei der Wiener Downtempo-Pop-Band Toxic Lounge, der Industrial-Rock-Band Fetish 69, der Melodic-Noise-Combo Sans Secours sowie bei verschiedenen Jazz-Kapellen. Im Jahr 2002 begann er mit der Veröffentlichung seines ersten Albums, International, seine Solo-Karriere. Es wurde ebenso wie das 2004 erschienene Nachfolgealbum Trip auf Zeiger Records, einem jungen Grazer Plattenlabel für alternative elektronische Musik, veröffentlicht. Trip beinhaltet mit einem der bekanntesten Tracks dieses Albums, Alles verloren, auch gleich das namensgebende Stück für das nächste Album.
Sein Album Alles verloren wurde erstmals nicht von ihm selbst, sondern vom deutschen Musiker und Produzenten Shantel und dessen Essay Recordings produziert, wodurch das Ergebnis geradliniger ist und weniger Lo-Fi-Ästhetik aufweist. Es beinhaltet unter anderem den von Makki und Uwe Bubik gesungenen, textmäßig dadaistisch angehauchten Track Spit, den Track Alles verloren (die markante Stimme stammt von Rainer von Vielen), sowie das Polman Reisen-Cover Piraten (nach dem Original Möchtegernpiraten), das von der Sängerin Gustav gesungen wird. Der Track erschien auch auf der FM4-Soundselection Nr. 15. Auf Initiative Shantels wurden auch die bereits auf den vergangenen Alben erschienenen Tracks Wir wissen nicht und Monkey Disco auf dem neuen Album veröffentlicht, da sie in Österreich erfolgreich waren und nun auch in Deutschland erhältlich sein sollen.
2004 belegte er mit Alles verloren den 2. Platz beim Protestsongcontest, fungierte 2006 und 2011 bei dieser Veranstaltung außerdem als Juror und errang 2010 mit dem Lied „Fahrradfahr’n ist schadstoffarm“ den 6. Platz, 2009 koproduziert mit seiner Tochter Rosa.
2007 wurde Wir wissen nicht in der US-amerikanischen TV-Serie Dexter (Showtime: Season 2 – Episode 2 – Waiting To Exhale) verwendet, gespielt wurde es allerdings von Sporto.

## Diskografie
Alben:
- 2002: International, Zeiger Records
- 2004: Trip, Zeiger Records
- 2007: Alles verloren, Essay Recordings
- 2010: New Weird Austria, Essay Recordings
- 2012: Jugend, earcandy recordings
- 2018: Trommeln der Nacht, Cooks records

Singles:
- 2001: Midnight Journey
- 2001: Dessayuno
- 2003: Wir wissen nicht...

Andere Veröffentlichungen von einzelnen Musikstücken:
- 2003: Wir wissen nicht... (Shantel Remix), FM4 Soundselection 9
- 2006: Piraten, FM4 Soundselection 15
- 2007: Alles verloren, FM4 Protestsongcontest 2004–2007